# ماتيجا تششكوفيتش
ماتيجا تششكوفيتش مواليد 20 مايو 1981، هو لاعب كرة سلة كرواتي. بدأ مسيرته الاحترافية في سنة 2005. يلعب في الدوري المقدوني لكرة السلة.

## المسيرة الاحترافية
لعب مع نادي غوريسا لكرة السلة في موسم 2001–2002، ثم لعب مع شارني سووبسك في سنة 2005، ثم لعب مع نادي دومجاله لكرة السلة في سنة 2005.

## روابط خارجية
- ماتيجا تششكوفيتش على موقع كرة السلة الأوروبية.كوم (الإنجليزية)
- ماتيجا تششكوفيتش على موقع ريلجم (الإنجليزية)
- ماتيجا تششكوفيتش على موقع بروبوليرز (الإنجليزية)